# 元陵駅
元陵駅（ウォルルンえき）は、大韓民国京畿道高陽市徳陽区にある、韓国鉄道公社（KORAIL）郊外線の駅である。

## 歴史
- 1961年7月10日：開業[1]
- 2004年4月1日：旅客取扱中止。
- 2025年1月11日：旅客営業再開[2]。

## 隣の駅
韓国鉄道公社
郊外線
大井駅 - 元陵駅 - 三陵駅